# Молодёжная сборная Дании по хоккею с шайбой
Молодёжная сборная Дании по хоккею c шайбой — команда, представляющая Данию, на молодёжных международных турнирах. Управляется и контролируется Датским хоккейным союзом (дат. Danmarks Ishockey Union), который является членом ИИХФ с 1949 года.

## История
Впервые на международной арене молодёжная сборная Дании выступила группе В чемпионата мира 1979 года. Первую игру команда провела против сборной Италии и выиграла со счётом 3:0. На том турнире датчане заняли 4-е место.
В 1984 году команда заняла последнее место и выбыла в группу С. В 1987 году чемпионат для группы С прошёл в Дании, однако хозяева не смогли финишировать первыми. Лишь на следующий год хоккеистам Дании удалось вернуться в группу В. В 1991 году команда вновь покинула вторую по силе группу.
Во второй раз датчане принимали турнир чемпионата мира по хоккею в третьей по силе группе в 1994 году. В 1996 году в молодёжном хоккее прошла реформа, было решено увеличить количество команд во всех группах, но датчане по прежнему остались в группе С. В 1998 году датчане сумели отвоевать себе право вернуться в группу В. Однако через два года команда вновь вернулась во II дивизион (так стала теперь называться группа С). Через два года прошла очередная реформа в молодёжном хоккее (каждый дивизион разделился на две группы и в каждой группе стало по 6 команд). Благодаря этому решению датчане переместились в I дивизион. В 2007 году турнир в I дивизионе в группе А проходил в Дании (впервые) и датчане дома выступили успешно завоевав 1-е место. При этом лишь по разнице шайб они обошли молодёжные сборные Латвии и Украины и впервые вышли в главный турнир молодёжного чемпионата мира.
В 2008 году команда Дании дебютировала в сильнейшем дивизионе. Однако все матчи команда проиграла и вновь вернулась в I дивизион. На следующий год турнир в I дивизионе в группе В проходил второй раз в Дании, однако датчане были лишь вторые. В высший дивизион датчане вернулись в 2011 году, победив в I дивизионе в группе В. В 2012 году датчане вновь выступали в сильнейшем дивизионе и вновь заняли последнее место; но они уже набрали 2 очка.
В том же году прошла очередная реформа в молодёжном хоккее и сборная Дании попала в группу А I дивизиона (группа В I дивизиона теперь стала третьим по уровню мастерства в хоккее). В высший дивизион датчане вернулись через два года, заняв первое место группе А I дивизиона. В 2015 году сборная Дании сумела удержаться в высшем дивизионе, заняв 8-е место, что является высшим достижением молодёжной сборной Дании. Была одержана первая победа (правда в серии буллитов) и два матча были проиграны в серии буллитов; команда набрала 4 очка в чемпионате. В 1/4 финала датчане ничего не смогли поделать с канадцами(0:8). На следующий год в соседней Финляндии датчане повторили своё прежнее достижение, при этом они в четвертьфинале создали приличную проблему россиянам, которые лишь в овертайме сумели пройти в полуфинал. При том, что в конце основного времени российская сборная была вынуждена менять вратаря на полевого игрока, что бы уйти от поражения. Через год эти же команды вновь встретились в четвертьфинале. На этот раз россияне уверенно прошли в полуфинал. Датчане добились самого большого успеха пятое место.

## Результаты
| - 1979 год 4-е место (группа В) - 1980 год 5-е место (группа В) - 1981 год 5-е место (группа В) - 1982 год 4-е место (группа В) - 1983 год 7-е место (группа В) - 1984 год 8-е место (группа В) - 1985 год 4-е место (группа С) - 1986 год 2-е место (группа С) - 1987 год 2-е место (группа С) - 1988 год 1-е место (группа С) - 1989 год 7-е место (группа В) - 1990 год 4-е место (группа В) - 1991 год 8-е место (группа В) | - 1992 год 2-е место (группа С) - 1993 год 2-е место (группа С) - 1994 год 3-е место (группа С) - 1995 год 3-е место (группа С) - 1996 год 3-е место (группа С) - 1997 год 3-е место (группа С) - 1998 год 1-е место (группа С) - 1999 год 3-е место (группа В) - 2000 год 8-е место (группа В) - 2001 год 4-е место (II дивизион) - 2002 год 2-е место (II дивизион) - 2003 год 5-е место (9)^ (I дивизион) - 2004 год 2-е место (3) (I дивизион) | - 2005 год 3-е место (5) (I дивизион) - 2006 год 2-е место (4) (I дивизион) - 2007 год 1-е место (1) (I дивизион) - 2008 год 10-е место (ТОП-дивизион) - 2009 год 2-е место (4) (I дивизион) - 2010 год 2-е место (3) (I дивизион) - 2011 год 1-е место (2) (I дивизион) - 2012 год 10-е место (ТОП-дивизион) - 2013 год 3-е место (I дивизион, группа А) - 2014 год 1-е место (I дивизион, группа А) - 2015 год 8-е место (ТОП-дивизион) - 2016 год 8-е место (ТОП-дивизион) - 2017 год 5-е место (ТОП-дивизион) - 2018 год 9-е место (ТОП-дивизион) - 2019 год 10-е место (ТОП-дивизион) |